# Aimé-Victor-François Guilbert
Aimé-Victor-François Guilbert (ur. 15 listopada 1812 w Cerisy-la-Forêt, zm. 16 sierpnia 1889 w Gap) – francuski duchowny katolicki, arcybiskup Bordeaux, kardynał.

## Życiorys
Ukończył seminarium w rodzinnej diecezji Coutances. Święcenia kapłańskie otrzymał 17 grudnia 1836. Przez wiele lat wykładał retorykę w niższym seminarium diecezjalnym. Przez dwanaście lat był proboszczem w Valognes.
20 września 1867 otrzymał nominację na biskupa diecezji Gap. Konsekrowany w kościele parafialnym w Valognes, gdzie przez wiele lat był proboszczem. Sakry udzielił arcybiskup Auch François-Augustine Delamare. W 1879 został biskupem Amiens, a od 1883 pełnił funkcję arcybiskupa Bordeaux. Na konsystorzu z maja 1889 kreowany kardynałem, zmarł jednak przed przyjęciem kapelusza i zanim otrzymał kościół tytularny. Pochowany został w katedrze w Bordeaux.